# فروشگاه آنلاین
فروشگاه آنلاین مکانی مجازی در تجارت الکترونیک است که به مصرف‌کنندگان اجازه می‌دهد تا با استفاده از یک مرورگر وب یا یک اپلیکیشن تلفن همراه مستقیماً کالا یا خدمات را از طریق اینترنت از یک فروشگاه اینترنتی خریداری کنند. مصرف‌کنندگان با مراجعه مستقیم به وب‌سایت فروشگاه یک خرده‌فروش یا با جستجو در میان فروشندگانی که فروشگاه مجازی اینترنتی دارند، با استفاده از موتور جستجو، محصول مورد علاقه خود را پیدا می‌کنند.
یک فروشگاه آنلاین تشابه فیزیکی خرید محصولات یا خدمات در یک فروشگاه خرده‌فروشی یا مرکز خرید معمولی را تداعی می‌کند. به این فرآیند خرید آنلاین فروشنده به مصرف‌کننده (B2C) گفته می‌شود. هنگامی که یک فروشگاه آنلاین راه‌اندازی می‌شود تا کسب‌وکارها بتوانند از کسب‌وکارهای دیگر خرید کنند، به این فرآیند خرید آنلاین تجارت به کسب‌وکار (B2B) می‌گویند. یک فروشگاه اینترنتی معمولی مشتری را قادر می سازد تا طیف وسیعی از محصولات و خدمات شرکت را مرور کند، عکس‌ها یا تصاویر محصولات را به همراه اطلاعاتی در مورد مشخصات محصول، ویژگی‌ها و قیمت‌ها مشاهده کند.